# تشارلز هاتفيلد
تشارلز هاتفيلد (بالإنجليزية: Charles Hatfield)‏ هو عالم أرصاد أمريكي، ولد في 1875، وتوفي في 12 يناير 1958 في غلينديل في الولايات المتحدة.